# Петраше (Гіжицький повіт)
Петраше (пол. Pietrasze, нім. Pietraschen) — село в Польщі, у гміні Видміни Гіжицького повіту Вармінсько-Мазурського воєводства.
Населення — 55 осіб (2011).
У 1975-1998 роках село належало до Сувальського воєводства.

## Демографія
Демографічна структура станом на 31 березня 2011 року:
|          | Загалом | Допрацездатний вік | Працездатний вік | Постпрацездатний вік |
| -------- | ------- | ------------------ | ---------------- | -------------------- |
| Чоловіки | 31      | 5                  | 24               | 2                    |
| Жінки    | 24      | 9                  | 13               | 2                    |
| Разом    | 55      | 14                 | 37               | 4                    |